# Szklarska Poręba Dolna
Szklarska Poręba Dolna je železniční zastávka ve Sklářské Porubě v polské provincii Dolnośląskie v Dolnoslezském vojvodství. Leží v nadmořské výšce 612 m n.m.. Nachází se mezi zastávkami Szklarska Poręba Średnia a Górzyniec.

## Historie
Zastávka byla otevřena v roce 1902.

## Popis
Nástupiště je jednostranné a měří 144 metrů a má jednu dopravní kolej. Leží při ulici Kolejowa. Trať v zastávce je elektrizována napájecí soustavou 3 kV DC. Nachází se pod Zbójeckiemi Skałami.

## Cestující

### Odbavení cestujících
Zastávka nezajišťuje odbavení, odbavení cestujících se provádí ve vlaku.

### Přístup
Bezbariérový přístup na všechna nástupiště. Zastávka je vybavena pro zrakově postižené (vodící linie).

### Počet cestujících
V roce 2017 zastávka obsluhovala 20–49 cestujících denně.[zdroj?]